# Ösjöfors handpappersbruk

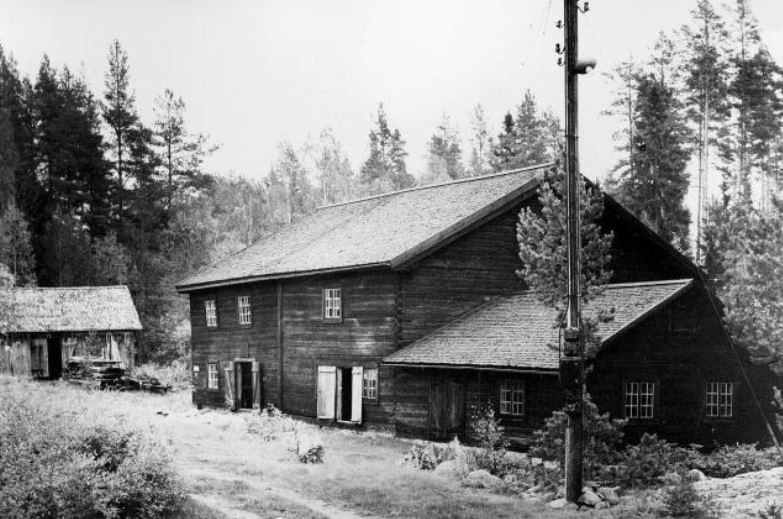
Brukets fabriksbyggnad 1965.

Ösjöfors handpappersbruk var Sveriges äldsta bevarade pappersbruk beläget i Vimmerby kommun, Kalmar län. Brukets fabriksbyggnad ödelades i en anlagd brand i augusti 2005. De övriga bruksbyggnaderna står fortfarande kvar.

## Historik

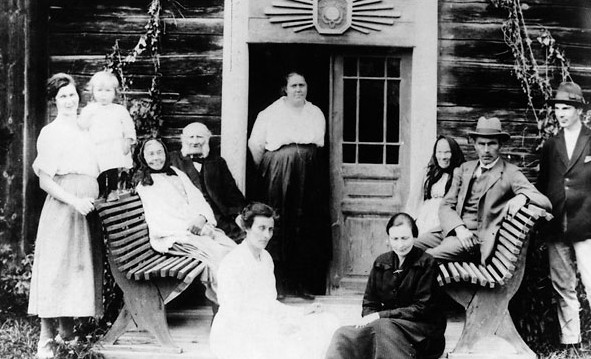
Arbetare vid Ösjsöfors handpappersbruk.

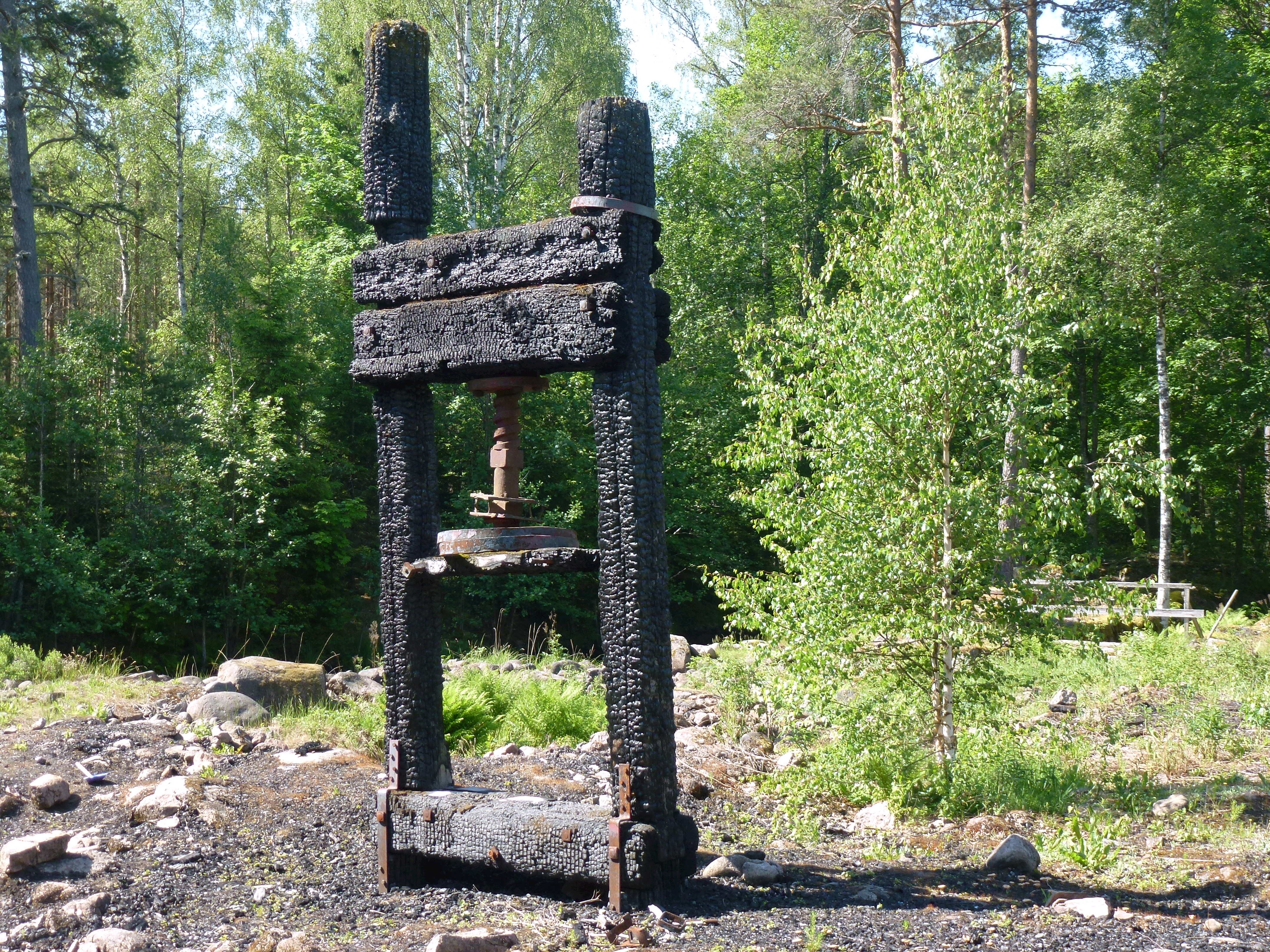
Papperspressen, 2014.

Bruket uppfördes år 1777 av trumslagaren och bonden Lars Dristig. På 1780-talet flyttade familjen Dristig in i den nyuppförda mangårdsbyggnaden, som fortfarande finns kvar. Bruket drevs av familjen Dristig fram till 1844 då pappersmästaren Anders Bergholm med familj tog över och fortsatte i tre generationer. En ny fabriksbyggnad uppfördes omkring 1850. I Ösjöfors tillverkades papper av lump och man producerade bara enkla papperssorter som kardus, bokbindar- och förhydningspapp. Papperstillverkningen var kommersiell och utfördes med ursprungliga redskap fram till 1926. De sista åren producerades endast två ton papper per år.

## Tekniska museet tar över
Efter nedläggningen 1926 skänktes anläggningen av direktör Fredrik Esmarch till Tekniska museet i Stockholm. Museet hade redan 1922 dokumenterat hantverket vid pappersbruket i film. Vid nedläggningen var det Nordens äldsta handpappersbruk bevarat i sin ursprungliga miljö och med sin ursprungliga utrustning i behåll. Från 1960-talet till 2010 hölls Ösjöfors öppet som museum, av Tekniska museet. År 1984 bildades Stiftelsen Ösjöfors Handpappersbruk av Tekniska museet, Vimmerby kommun, Svenska Cellulosa- och Pappersbruksföreningen och MoDo Silverdalen. År 1993 förklarades Ösjöfors handpappersbruk som byggnadsminne.
En bok om pappersbruket utkom i december 2014 (Daedalus, årgång 82).

## Branden
Fabriksbyggnaden totalförstördes natten till 27 augusti 2005 i en anlagd brand. Efter branden utreddes frågan om eventuell återuppbyggnad i flera år. Tekniska museet och Stiftelsen Ösjöfors Handpappersbruk ansåg att Ösjöfors utan pappersbruk inte längre var ett industriminne av nationellt intresse utan representerar idag en lokal kulturmiljö. Flera års utredningar om återuppbyggnad blev fruktlösa och stiftelsen upplöstes 2011. 
Som ett minne av den nedbrunna fabriksbyggnaden står endast den förkolnade papperspressen kvar. Mangårdsbyggnad, magasin, ladugård, mjölnarstuga, smedja, samt svin- och hönshus klarade sig från branden. Det beslutades att fastigheten skulle säljas och den är i dag privatägd.

## Bilder
Bruket i juni 2014.

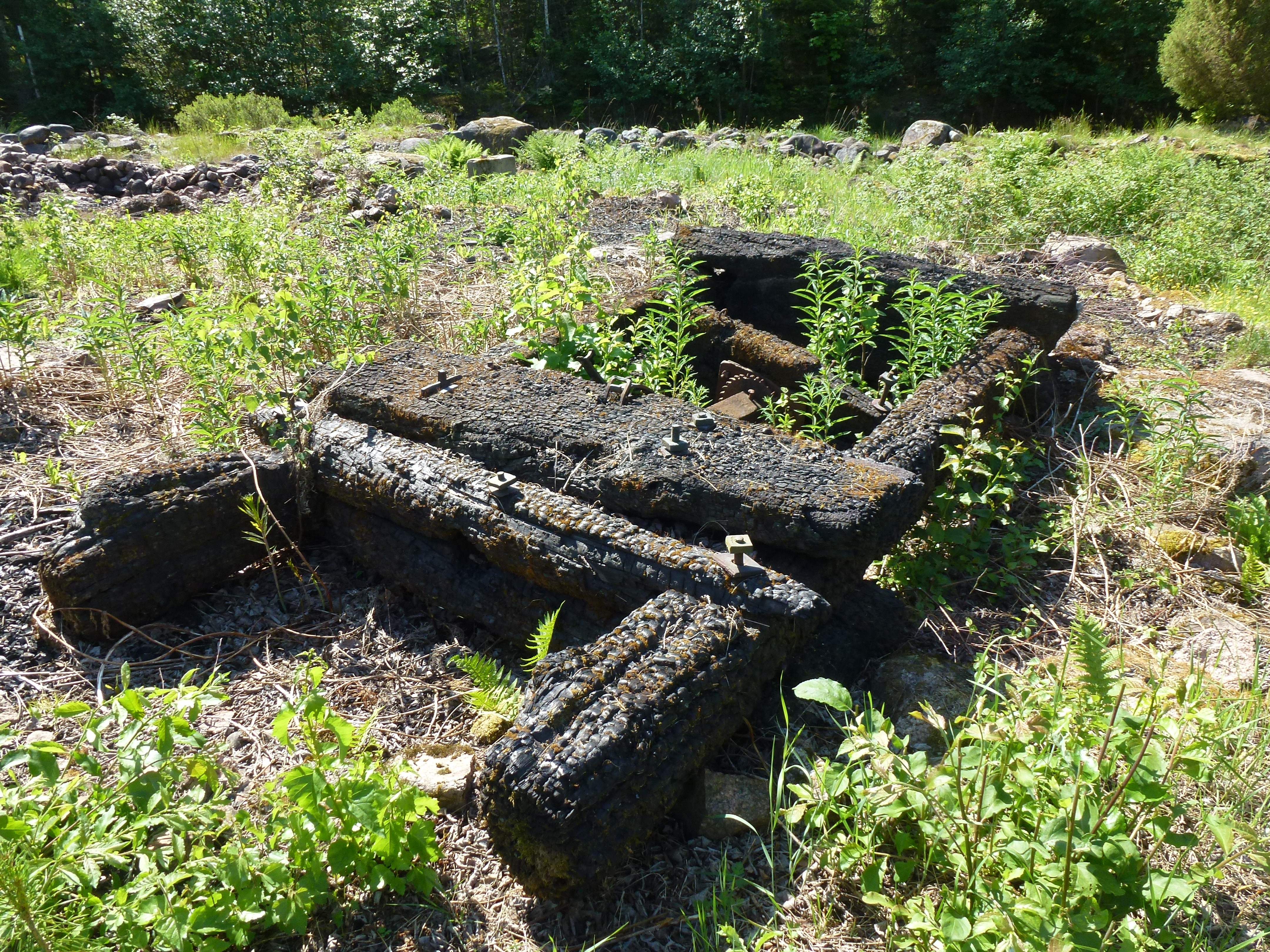
Rester i den nedbrunna fabriksbyggnaden
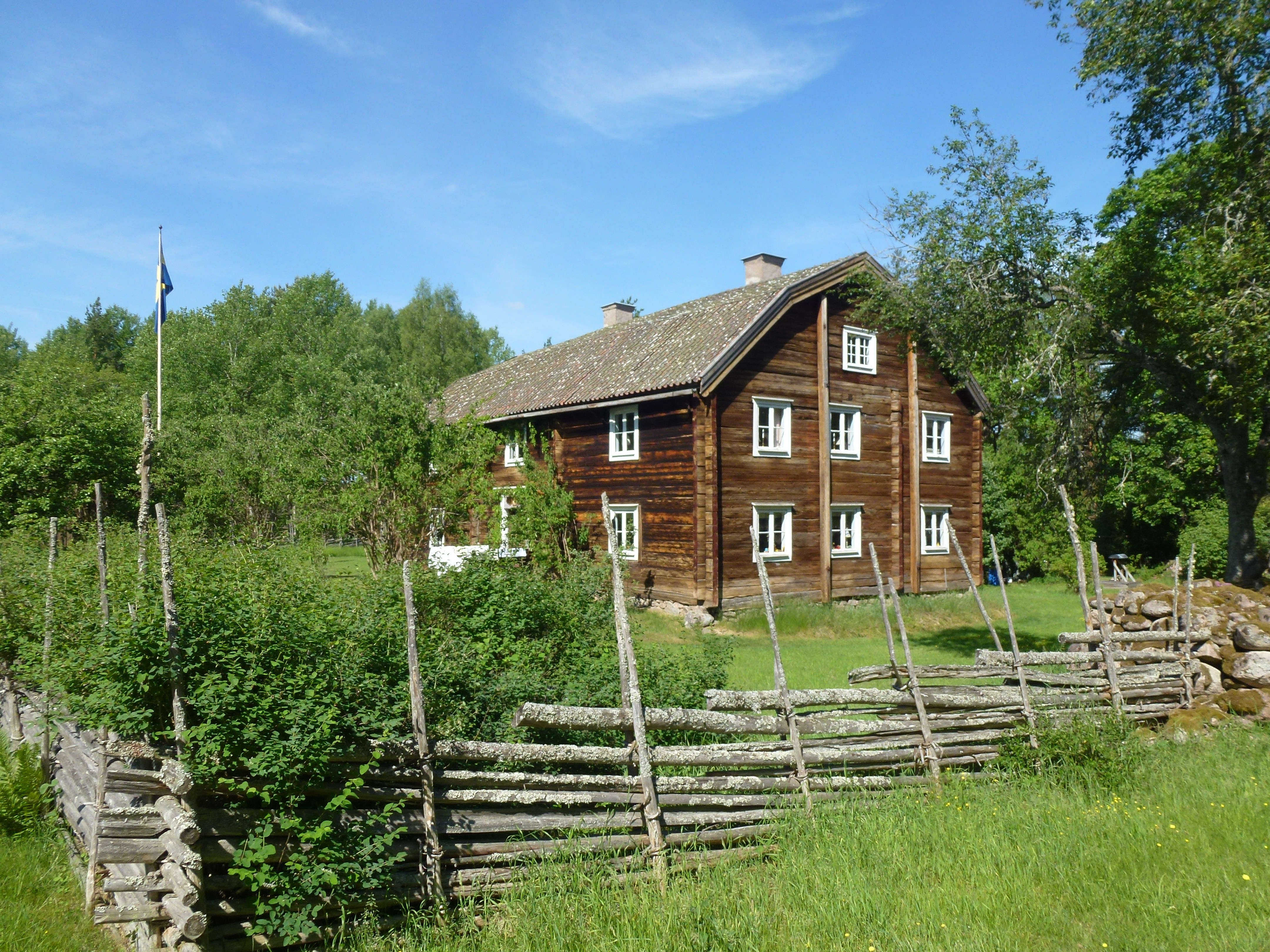
Mangårdsbyggnaden
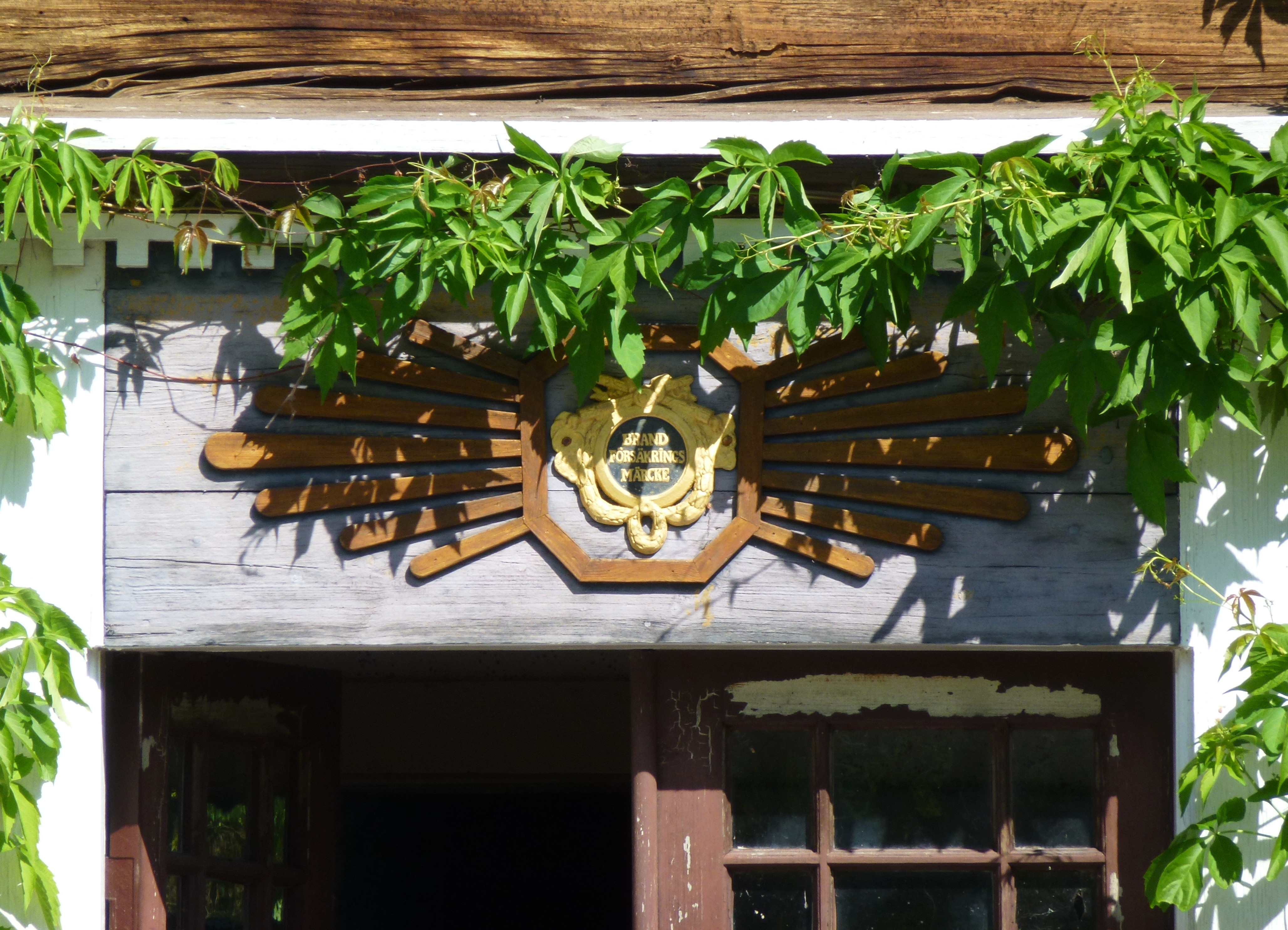
Brandförsäkringsmärke på manbyggnaden
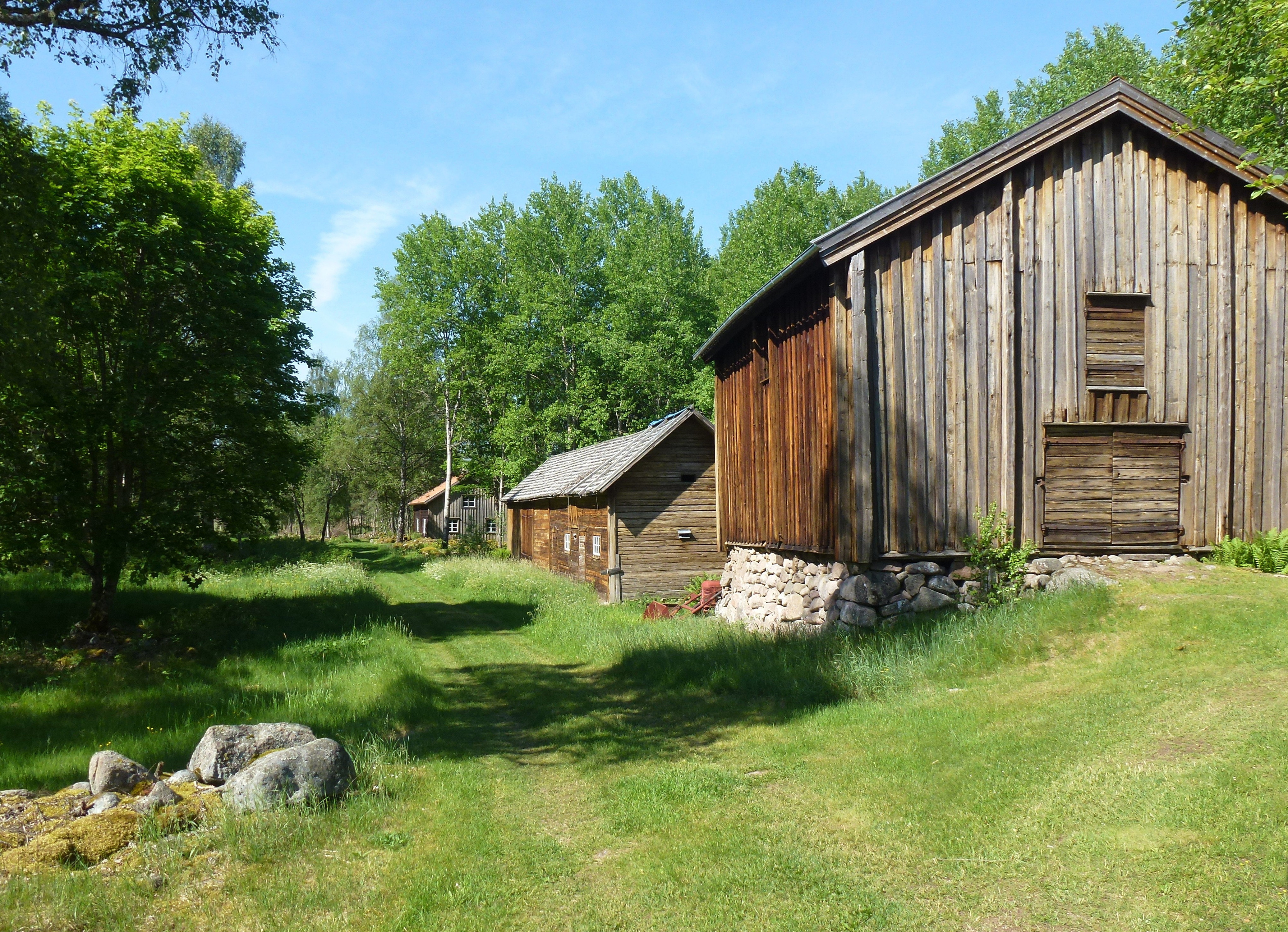
Bruksgatan med magasinet, ladan och mjölnarbostaden